# Conus virgatus
Conus virgatus é uma espécie de gastrópode do gênero Conus, pertencente a família Conidae.

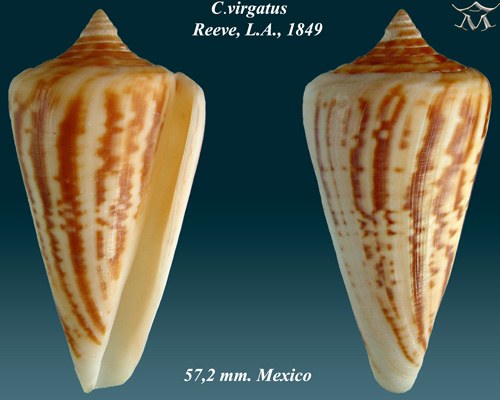
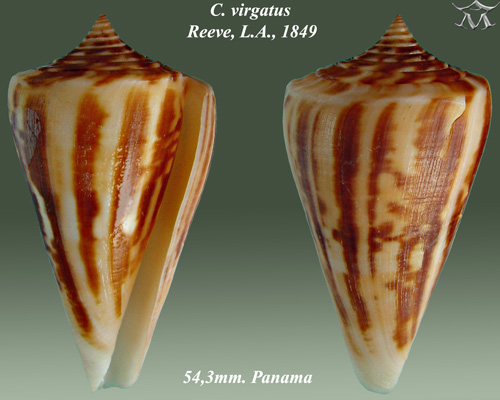
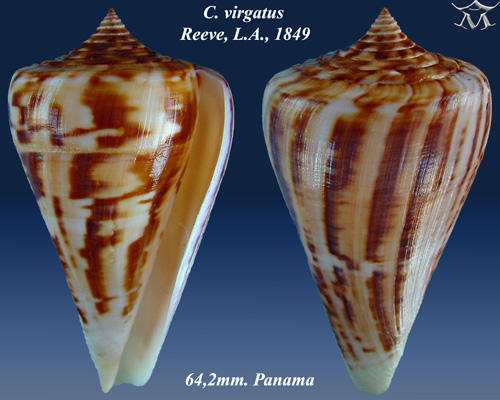